# لغة ناييني
لغة الناييني (ناييني)، المعروفة أيضًا باسم البياباناكي، هي إحدى اللهجات الإيرانية المركزية، وتُعد واحدة من خمس لهجات مدرجة في قاعدة بيانات إثنولوج، حيث يبلغ عدد متحدثيها مجتمعين نحو 35,000 شخص.
تُعد لهجة أناراك مختلفة إلى حد ما، بينما تشمل اللهجات أو اللغات القريبة الأخرى الأبتشوياي، الكياجاني، والتوديشكي. وتختلف المصادر في ما إذا كانت لهجة زفراي تُعد جزءًا من الناييني أم من الغازي.
يُدرج موقع إثنولوج لغة الخوري مؤقتًا ضمن اللغات المحلية، لكن يبدو أنها تنتمي إلى فرع مختلف من مجموعة اللغات الإيرانية المركزية.